# Finale Coppa Italia 1983
De finale van de Coppa Italia van het seizoen 1982–83 werd gehouden op 19 en 22 juni 1983. Hellas Verona nam het op tegen Juventus. De heenwedstrijd in het Stadio Marc'Antonio Bentegodi in Verona eindigde in een 2–0-zege voor Hellas Verona, dat een buitengewoon goed seizoen beleefde: na de promotie uit de Serie B, een jaar eerder, was het als vierde geëindigd in de hoogste Italiaanse competitie. In de terugwedstrijd in het Stadio Communale in Turijn maakte Juventus niettemin de favorietenrol alsnog waar, het won (zij het pas na verlenging) met 3–0.

## Finale

### Heenwedstrijd
|              |                       |       |          |                                                                                 |
| 19 juni 1983 | Hellas Verona         | 2 – 0 | Juventus | Stadio Marc'Antonio Bentegodi, Verona Scheidsrechter: Rosario Lo Bello (Italië) |
| 19 juni 1983 | Penzo 44' Volpati 51' |       |          | Stadio Marc'Antonio Bentegodi, Verona Scheidsrechter: Rosario Lo Bello (Italië) |

| Verona | Juventus |

| Hellas Verona:  |    |                    |     |
|                 |    |                    |     |
| GK              | 1  | Claudio Garella    |     |
| RB              | 2  | Emidio Oddi        |     |
| CB              | 5  | Mario Guidetti     |     |
| CB              | 6  | Roberto Tricella   |     |
| LB              | 3  | Luciano Marangon   |     |
| RW              | 7  | Pietro Fanna       | 76' |
| CM              | 4  | Domenico Volpati   |     |
| CM              | 8  | Luigi Sacchetti    |     |
| LW              | 10 | Dirceu             | 89' |
| AM              | 9  | Antonio Di Gennaro |     |
| CF              | 11 | Domenico Penzo     | 87' |
| Wisselspelers:  |    |                    |     |
| FW              |    | Ezio Sella         | 76' |
| FW              |    | Luigi Manueli      | 87' |
| MF              |    | Adriano Fedele     | 89' |
| Coach:          |    |                    |     |
| Osvaldo Bagnoli |    |                    |     |

| Juventus:           |    |                    |     |
|                     |    |                    |     |
| GK                  | 1  | Luciano Bodini     |     |
| RB                  | 2  | Claudio Gentile    |     |
| CB                  | 5  | Sergio Brio        |     |
| CB                  | 6  | Gaetano Scirea     |     |
| LB                  | 3  | Cesare Prandelli   | 74' |
| CM                  | 8  | Marco Tardelli     |     |
| CM                  | 4  | Massimo Bonini     |     |
| AM                  | 10 | Michel Platini     |     |
| RW                  | 7  | Giuseppe Galderisi |     |
| CF                  | 9  | Paolo Rossi        |     |
| LW                  | 11 | Zbigniew Boniek    |     |
| Wisselspelers:      |    |                    |     |
| DF                  |    | Massimo Storgato   | 74' |
| Coach:              |    |                    |     |
| Giovanni Trapattoni |    |                    |     |

### Terugwedstrijd
|              |                            |              |               |                                                                |
| 22 juni 1983 | Juventus                   | 3 – 0 (n.v.) | Hellas Verona | Stadio Communale, Turijn Scheidsrechter: Carlo Longhi (Italië) |
| 22 juni 1983 | Rossi 8' Platini 81', 119' |              |               | Stadio Communale, Turijn Scheidsrechter: Carlo Longhi (Italië) |

| Juventus | Verona |

| Juventus:           |    |                     |     |
|                     |    |                     |     |
| GK                  | 1  | Luciano Bodini      |     |
| RB                  | 2  | Claudio Gentile     |     |
| CB                  | 5  | Sergio Brio         | 75' |
| CB                  | 6  | Gaetano Scirea      |     |
| LB                  | 3  | Antonio Cabrini     |     |
| CM                  | 8  | Marco Tardelli      |     |
| CM                  | 4  | Massimo Bonini      |     |
| AM                  | 10 | Michel Platini      |     |
| RW                  | 7  | Domenico Marocchino |     |
| CF                  | 9  | Paolo Rossi         |     |
| LW                  | 11 | Zbigniew Boniek     |     |
| Wisselspelers:      |    |                     |     |
| DF                  |    | Massimo Storgato    | 75' |
| Coach:              |    |                     |     |
| Giovanni Trapattoni |    |                     |     |

| Hellas Verona:  |    |                    |
|                 |    |                    |
| GK              | 1  | Claudio Garella    |
| RB              | 2  | Emidio Oddi        |
| CB              | 5  | Mario Guidetti     |
| CB              | 6  | Roberto Tricella   |
| LB              | 3  | Luciano Marangon   |
| RW              | 7  | Pietro Fanna       |
| CM              | 4  | Domenico Volpati   |
| CM              | 8  | Luigi Sacchetti    |
| LW              | 10 | Dirceu             |
| AM              | 9  | Antonio Di Gennaro |
| CF              | 11 | Domenico Penzo     |
| Coach:          |    |                    |
| Osvaldo Bagnoli |    |                    |

1922 ·
1923–1935 ·
1936 ·
1937 ·
1938 ·
1939 ·
1939 ·
1939 ·
1939 ·
1939 ·
1944–1957 ·
1958 ·
1959 ·
1960 ·
1961 ·
1962 ·
1963 ·
1964 ·
1965 ·
1966 ·
1967 ·
1968 ·
1969 ·
1970 ·
1971 ·
1972 ·
1973 ·
1974 ·
1975 ·
1976 ·
1977 ·
1978 ·
1979 ·
1980 ·
1981 ·
1982 ·
1983 ·
1984 ·
1985 ·
1986 ·
1987 ·
1988 ·
1989 ·
1990 ·
1991 ·
1992 ·
1993 ·
1994 ·
1995 ·
1996 ·
1997 ·
1998 ·
1999 ·
2000 ·
2001 ·
2002 ·
2003 ·
2004 ·
2005 ·
2006 ·
2007 ·
2008 ·
2009 ·
2010 ·
2011 ·
2012 ·
2013 ·
2014 ·
2015 ·
2016 ·
2017 ·
2018 ·
2019 ·
2020 .
2021 .
2022 .
2023 .
2024 .